# Pissila
Pissila – miasto w Burkinie Faso; w prowincji Sanmatenga; ok. 28 tys. mieszkańców (2013). Przemysł spożywczy, włókienniczy.